# Робертс-Смит, Бенджамин
Бенджамин Робертс-Смит (англ. Benjamin Roberts-Smith; род. 1 ноября 1978, Перт, Западная Австралия, Австралия) — австралийский военнослужащий, капрал Армии Австралии. Кавалер креста Виктории для Австралии.
Родился в 1978 году в Перте, штат Западная Австралия. Из семьи военного. После окончания школы, где успешно занимался спортом, в 1996 году записался в Армию Австралии. В составе Королевского Австралийского полка служил в Малайзии и Восточном Тиморе, в том числе в миротворческих миссиях. В 2003 году перевёлся в австралийский спецназ — Полк Особой воздушной службы. Служил на Фиджи, в Ираке, а в 2006 году был в первый раз командирован в Афганистан.
31 мая 2006 года в составе австралийского патруля высадился в гористой местности возле перевала Хора (вилаят Урузган), где занимался координацией авиаподдержки союзных сил в столкновениях с талибами. Ввиду непрерывных попыток обнаружения патруля со стороны боевиков, 2 июня фактически возглавил оборону наблюдательного пункта австралийцев и отбил атаку до прибытия поддержки с воздуха. За эти действия 22 ноября того же года был награждён медалью «За храбрость». 11 июня 2010 года участвовал в штурме селения Тизак (вилаят Кандагар), с целью убийства или захвата одного из командиров талибов. Под вражеским огнём привёл патруль в укрытие, которое вскоре покинул и отвлёк огонь противника на себя, позволив своим сослуживцам вернуть инициативу в бою. Лично подавил две пулемётные точки боевиков из трёх, а затем на пару с товарищем взял штурмом вражеские укрепления. За эти действия 23 января 2011 года был удостоен креста Виктории, высшей боевой награды Австралии.
В общей сложности, шесть раз был в командировках в Афганистане. В 2013 году вышел в отставку в звании капрала. Как итог военной службы, 26 января 2014 года награждён благодарностью «За выдающиеся заслуги» за ряд действий в боях с талибами в Афганистане. После отставки занялся бизнесом, сделал карьеру в телекорпорации «Seven West Media», став генеральным менеджером её отделений «Seven Queensland» и «Seven Brisbane». В 2016 году окончил Квинслендский университет. На протяжении долгого времени пользовался неизменным уважением общества, считался самым известным солдатом Австралии, будучи одним из четырёх ныне живущих австралийских кавалеров креста Виктории.
В 2017—2018 годах стал объектом ряда журналистских расследований на тему совершения военных преступлений австралийскими военнослужащими в Афганистане. Как утверждалось в СМИ, Робертс-Смит может быть причастен к семи убийствам афганцев. В 2018 году подал несколько исков к новостным агентствам о защите репутации в Федеральный суд Австралии. По следам журналистских публикаций было возбуждено расследование генерального инспектора Сил обороны Австралии, который в 2020 году заключил, что несколько австралийских солдат причастны к незаконным расправам над афганцами. Имени Робертс-Смита в отчёте не содержится, однако он сам назвал себя фигурантом расследования. Официальной информации о совершении Робертс-Смитом военных преступлений и ведении в отношении него следственных действий не имеется.

## Биография

### Молодые годы, семья, образование
Бенджамин Робертс-Смит родился 1 ноября 1978 года в Перте, штат Западная Австралия. Из семьи с богатой военной историей, его предки участвовали практически во всех конфликтах с участием австралийских военных со времён англо-бурской войны. Отец — Леонард Робертс-Смит, генерал-майор Юридического корпуса Армии Австралии, бывший генеральный судья-адвокат Сил обороны Австралии и судья Верховного суда Западной Австралии. Мать — Сью Холлоуэй, дочь комиссара полиции Папуа — Новой Гвинеи Брайана Холлоуэя. У Бена есть младший на восемь лет брат Сэм, оперный певец.
Получил частное образование, окончив в 1995 году школу Хейла, где учился вместе с братом. Благодаря своему телосложению — рост 202 сантиметра при ширине плеч в 60 сантиметров, — во время учёбы Бен активно занимался различными видами спорта и особо преуспел в регби и баскетболе. В частности, вместе с будущими звёздами спорта Майклом Гардинером и Джеймсом Харви он играл за регбийную команду «Недлэндс Кольтс», с которой выигрывал школьные трофеи и выступал на соревнованиях уровня штата. В дальнейшем, в 2012—2015 годах Робертс-Смит был держателем билета № 1 футбольного клуба «Фримантл».

### Военная служба
11 ноября 1996 года поступил на военную службу в Армию Австралии. С тех пор как прочитал первую книгу о Галлиполи, с детства хотел стать солдатом и последовать примеру отца. После прохождения необходимого обучения в пехотной школе в Синглтоне (штат Новый Южный Уэльс) был зачислен в 3-й батальон Королевского Австралийского полка. Служил стрелком в роте «C», а затем был повышен до командира отделения во взводе прямой огневой поддержки. В течение следующих шести лет дважды командировался в Малайзию, а именно в расположение Баттеруортской стрелковой роты, и дважды — в Восточный Тимор, где служил в международных силах по поддержке мира и безопасности под австралийским руководством. Именно в Тиморе он стал очевидцем боёв с участием солдат Полка Особой воздушной службы и, воодушевившись увиденным, решил, что или поступит туда на службу, или вовсе уйдёт из армии. В январе 2003 года успешно прошёл 20-дневный отборочный курс и был зачислен в Полк. Несмотря на то, что был слишком высоким для службы в этом подразделении, Робертс-Смит прослужил там следующие десять лет, хотя поначалу на него не возлагали особых надежд. В составе очередного подкрепления поступил в 3-ю эскадрилью, где служил в тактической штурмовой группе «Запад» и резервной эскадрилье. В 2004 году был командирован на Фиджи, а в 2005—2006 годах служил в Ираке, где был задействован в операциях по восстановлению и обеспечению безопасности. В 2006 году в составе целевой группы специальных операций был отправлен в свою первую командировку в Афганистан.
Ночью 31 мая 2006 года младший капрал Робертс-Смит участвовал в организации пункта наблюдения за убежищем боевиков в гористой местности возле перевала Хора. Совершив 10-часовой пеший переход до склона горы, патруль занялся координацией авиационной поддержки в помощь другим патрулям специальных сил, которые участвовали в столкновениях с боевиками в долине по направлению к северу. После боя патруль остался на наблюдательном посту, продолжая передавать командованию информацию о передвижениях боевиков, с учётом которой планировались последующие операции коалиционных сил. 2 июня действия патруля были замечены боевиками, которые неоднократно пытались определить точное местоположение австралийцев. В одном из случаев боевики предприняли попытку окружить наблюдательный пункт. Робертс-Смит стал одним из двух солдат в группе, покинувшей своё относительно безопасное укрытие с целью нейтрализовать боевиков, что они и сделали, вернув себе инициативу в положении на местности. В другой раз, когда два соединения боевиков попытались атаковать наблюдательный пункт с противоположного фланга, Робертс-Смит принял участие в устранении одного из их отрядов. Поняв, что передний край обороны наблюдательного пункта открыт для вражеской атаки, Робертс-Смит принял решение отделиться от товарищей и занял позицию на передовой, подвергнув свою жизнь опасности. Заметив продвижение 16 боевиков по открытой местности к наблюдательному посту, Робертс-Смит открыл по ним огонь из снайперской винтовки и одновременно подвергся стрелковому обстрелу со стороны другого вражеского отряда. В течение следующих 20 минут Робертс-Смит под постоянным огнём в одиночку удерживал занятую позицию и обеспечивал безопасность наблюдательного пункта, пока к нему не присоединился ещё один солдат, и вместе они ещё 20 минут сдерживали наступление боевиков до тех пор, пока не прибыла поддержка с воздуха.
22 ноября 2006 года Робертс-Смит был награждён за эти действия медалью «За храбрость», а именно «за храбрость в бою в опасных условиях в качестве снайпера патруля целевой группы специальных операций во время третьей ротации операции „Слиппер“, май — сентябрь 2006 г.». По возвращении домой, 2 декабря того же года получил награду из рук генерал-губернатора Австралии Майкла Джеффери на церемонии в казармах «Кэмпбелл» в Перте, базе Полка Особой воздушной службы. В 2007 году побывал в ещё одной командировке в Афганистане, а по возвращении на родину служил в отборочном крыле эскадрильи оперативной поддержки, где занимался обучением новобранцев для подкрепления. В 2009 году в очередной раз был направлен в афганскую командировку, во время которой служил заместителем командира патруля в составе 2-й эскадрильи. По возвращении на родину прошёл курсы на командира патруля, а в 2010 году был опять командирован в Афганистан.
11 июня 2010 года отряд целевой группы специальных операций высадился с вертолёта в вилаяте Кандагар и выдвинулся на штурм селения Тизак с целью захватить или убить одного из высокопоставленных командиров «Талибана». Боевики сразу с нескольких сторон открыли по отряду огонь из пулемётов и гранатомётов. Два солдата получили ранения в бою, отряд застрял на возвышенности к югу от деревни, а его действия были скованы тремя вражескими пулемётами. Маневрируя на местности под прикрытием авиационной поддержки на расстоянии 70 метров от вражеских позиций, капрал Робертс-Смит со своим патрулём с помощью стрелкового оружия и пулемётов приступил к подавлению огневых точек боевиков. На расстоянии 40 метров от позиций противника дальнейшее продвижение отряда стало невозможным по причине интенсивного и результативного вражеского огня, ввиду чего Робертс-Смит принял решение укрыть свой патруль в каком-нибудь надёжном месте. Выдвинувшись в сторону близлежащего строения, Робертс-Смит наткнулся на одного из боевиков. Талиб попытался вступить в бой и тотчас же в упор был застрелен Робертс-Смитом. Патруль всё ещё был буквально прибит к земле пулемётным огнём, ведущимся противником сразу с трёх сторон. Робертс-Смит покинул укрытие и отвлёк огонь противника на себя, что позволило его товарищам вернуть инициативу в сражении. Командир патруля подорвал гранатой одну пулемётную точку, после чего Робертс-Смит решил воспользоваться моментом. Рискуя жизнью, он взял штурмом вражеские позиции и убил двух оставшихся пулемётчиков, и таким образом отвлёк внимание противника от остальной части отряда. В ходе дальнейших столкновений Робертс-Смит по собственной инициативе взял штурмом целый ряд вражеских укреплений и в паре со своим товарищем из патруля убил ещё несколько боевиков. Благодаря действиям Робертс-Смита деревня Тизак была полностью очищена от талибов, а оставшиеся боевики были вынуждены отступить из воласваля Шах-Вали-Кот. На тот момент, до окончания пятой командировки, Робертс-Смиту оставалось лишь месяц прослужить в Афганистане, после чего он вернулся на родину.

Наши силы были меньше примерно раза в четыре, а в итоге мы убили 11 находившихся в розыске талибов, и только потом выяснилось, что к моменту нашей высадки у них проходило совещание старших командиров. Той ночью мы вернулись на базу в униформе, залитой грязью и кровью, и съели пирог. Спустя тридцать минут мы легли спать, встали на следующий день и той же ночью отправились на другую операцию. Вот так всё и было.
Оригинальный текст (англ.)We were outnumbered four to one and we ended up killing 11 on a list of wanted Taliban and found out that as we arrived, senior Taliban commanders were having a meeting. We got back to the base that night with dirt and blood on our uniforms and had a pie. Thirty minutes later we went to bed, got up the next day and went on another mission that night. That’s just how it was.
— Робертс-Смит о том дне в Афганистане
23 января 2011 года Робертс-Смит был награждён крестом Виктории для Австралии — «за наиболее заметную храбрость и смелость перед лицом врага в условиях чрезвычайной опасности в качестве заместителя командира патруля целевой группы специальных операций во время операции „Слиппер“». В тот же день генерал-губернатор Австралии Квентин Брайс вручила награду Робертс-Смиту на церемонии в казармах «Кэмпбелл». Сам Робертс-Смит отметил, что полученная награда также является свидетельством достижений его сослуживцев и всего Полка в целом. Робертс-Смит стал 98-м австралийским кавалером креста Виктории, вторым награждённым крестом Виктории для Австралии с момента его учреждения в 1991 году после Марка Дональдсона, и также вторым из рядов Полка Особой воздушной службы.

Сегодня от имени всех австралийцев я хочу сказать капралу Бенджамину Робертс-Смиту, что вы отправились в Афганистан солдатом. Вернулись вы героем.
Оригинальный текст (англ.)Today, on behalf of all Australians, I want to say to Corporal Benjamin Roberts-Smith you went to Afghanistan a soldier. You came back a hero.
— премьер-министр Австралии Джулия Гиллард
В 2011 году в Букингемском дворце в Лондоне Робертс-Смит имел аудиенцию у королевы Елизаветы II, которой рассказал о своей службе в Афганистане. В 2012 году в шестой, последний раз был отправлен в Афганистан, где наконец был назначен командиром патруля. Всего, за время службы в Полку, он принял участие в операциях «Вэлиант», «Слэйт», «Слиппер», «Кэталист» и «Слиппер II». В конце 2012 года вернулся на родину и сдал боевое снаряжение в казармы «Кэмпбелл», фактически оставив армию. В начале 2013 года в прессе появились сообщения о скорой отставке Робертс-Смита из армии и его намерении заняться бизнесом; он опроверг эту информацию, заметив, что всего лишь взял отпуск и остаётся на службе в армии. Тем не менее 1 октября того же года Робертс-Смит был переведён в резерв Армии Австралии, таким образом выйдя в отставку после 17 лет службы. Он выразил желание сосредоточиться на получении гражданского образования, сказав, что достиг в армии всего, чего хотел, и пообещал продолжить заниматься благотворительной деятельностью на ветеранском поприще.
Официальные итоги службы Робертс-Смита в Афганистане были подведены в 2014 году. 26 января этого года по случаю дня Австралии он был удостоен благодарности «За выдающиеся заслуги» — «за безупречное исполнение долга в боевых операциях в качестве командира патруля целевой группы специальных операций во время операции „Слиппер“». Как указывалось в представлении к награде, в период с июня по ноябрь 2012 года он принял участие в более чем 50 столкновениях с боевиками в Афганистане, поддерживая на должном уровне боевую подготовку как своего патруля, так и целевой группы специальных операций в целом. В частности, 21 октября 2012 года капрал Робертс-Смит возглавил специальный патруль, выдвинувшийся с целью сбора разведданных в воласваль Чар-Чинех. Продержавшись целую ночь, днём патруль вышел на связь с командованием и был обнаружен боевиками, которые открыли по нему интенсивный огонь с помощью стрелкового оружия и реактивных снарядов. По приказу Робертс-Смита патруль занял оборонительную позицию и после координации наземной и воздушной огневой поддержки был эвакуирован с поля боя. Благодаря его действиям патруль получил данные об обороне и командной структуре боевиков, что сыграло большую роль в планировании последующих операций.

### Последующая жизнь
После ухода со службы Робертс-Смит стал советником правительства в области обороны и безопасности, а в 2014 году был назначен заместителем председателя новообразованного консультативного совета при премьер-министре по психическому здоровью ветеранов. В 2014—2017 годах занимал пост председателя Национального совета Дня Австралии. Ныне является членом консультативного совета ветеранов Квинсленда, покровителем театрального проекта Сил обороны Австралии, благотворительных фондов «White Cloud Foundation» и «Wandering Warriors», послом фонда «Special Air Service Resources Trust», организации «Legacy».
В 2014 году Робертс-Смит поступил в Квинслендский университет на заочное отделение, причём по стипендии для ветеранов Особой воздушной службы. Параллельно, используя армейские наработки в области достижения командного успеха, он основал консалтинговую фирму «RS Group Australia», занимавшуюся вопросами корпоративной культуры, стратегической реструктуризации и управления изменениями. Оказывал консультационные услуги нескольким фирмам, в том числе телекомпании «Seven Queensland», с которой ещё с 2012 года сотрудничал в ряде проектов по производству новостей и документальных фильмов. В частности, в 2015 году Робертс-Смит выступил рассказчиком и одновременно создателем двухсерийного телефильма «Сила десяти» — о десяти австралийских кавалерах креста Виктории. Данный проект получил поддержку со стороны руководителя телесети «Seven West Media» Керри Стокса. Робертс-Смит сошёлся со Стоксом на почве увлечения военной историей Австралии и интереса к кавалерам креста Виктории, а ещё раньше консультировал принадлежащую ему компанию «WesTrac». По словам Робертс-Смита, на тот момент он «ничего не знал» об этой индустрии, но отмечал, что хотел бы работать на телевидении в качестве управленца, а не ведущего.
В апреле 2015 года Робертс-Смит был назначен заместителем генерального менеджера «Seven Queensland», а в июле того же года был повышен до генерального менеджера. В апреле 2016 года стал генеральным менеджером «Seven Brisbane», по совместительству с руководством отделением «Seven Queensland». В том же году окончил университет со степенью магистра делового администрирования. Долгие годы Робертс-Смита чуть ли не боготворили, он считался самым известным солдатом Австралии, образцом для подражания, одним из самых уважаемых общественных деятелей, успешным бизнесменом и культовой фигурой в среде ветеранов, а также успешным мотивирующим оратором. Как самый титулованный солдат Австралии, он ныне является одним из четырёх ныне живущих австралийских кавалеров креста Виктории вообще.

## Обвинения в недостойном поведении и участии в военных преступлениях

### Появление информации о действиях австралийского спецназа в Афганистане
В марте 2016 года генерал-майор Джефф Сенгельман, ставший в декабре 2014 года руководителем Командования специальных операций, представил недавно назначенному начальнику Армии Австралии Ангусу Кэмпбеллу обзорный доклад о действиях австралийского спецназа в Афганистане в 2005—2016 годах. Как отмечалось в СМИ, в течение долгого времени в руководстве министерства обороны к спецназу относились с особым пиететом как к элите австралийских войск. В результате этого у спецназовцев могла сложиться особая внутренняя культура, в рамках которой игнорировались или вовсе замалчивались возможные факты нарушения правил поведения во время боевых операций. Как указывалось в прессе, такие свидетельства, которых уже скопилось достаточно, нуждаются в полноценной проверке для подведения итога под участием австралийских сил в войне в Афганистане. Первые сообщения о военных преступлениях относятся к 2009—2010 годам. Ещё в 2010 году в прессе указывалось, что в политическом руководстве Австралии готовят решение о награждении крестом Виктории австралийского солдата, против которого велось расследование по обвинению в издевательствах над сослуживцами; имени солдата не приводилось, но по косвенным признакам можно было понять, что под эти солдатом подразумевается именно Робертс-Смит. Первой такие сообщения обобщила социолог Саманта Кромпвутс, подготовившая в 2015 году отчёт по опросам военнослужащих, в котором отметила, что некоторые спецназовцы причастны к совершению военных преступлений на фоне «полного отсутствия ответственности» и «проблем, глубоко укоренившихся в культуре» поведения австралийского контингента в Афганистане. Сенгельман, наслышанный об обвинениях в военных преступлениях, при поддержке Кэмпбелла, бывшего командира спецназа, взял «курс на перемены» и приступил к реформированию спецназа и усовершенствованию его подотчётности. Сенгельман сам поручил Кромпвутс провести своё следствие касательно того, о чём он был уже наслышан, а затем с этими доказательствами выступил с инициативой проведения более широкого расследования. На основании отчёта Сенгельмана в апреле 2016 года Кэмпбелл обратился в управление генерального инспектора Сил обороны Австралии с просьбой дать оценку содержащимся там утверждениям.
В этой замечательной книге о тяжёлом боевом опыте, через который прошли наши солдаты в Афганистане, Крис Мастерс запечатлел взлёты и падения, храбрость и самопожертвование австралийских воинов и их близких в одной их самых продолжительных войн с нашим участием».
В 2017 году в свет вышла книга журналиста Криса Мастерса под названием «No Front Line: Australia’s Special Forces at War in Afghanistan» («Без линии фронта: Австралийские специальные силы в войне в Афганистане»), где автор поставил себе целью описать более чем 10-летнее участие спецназа в войне Афганистане и в числе прочего затронул подробности одной из операций с участием Робертс-Смита. Мастерс обратил внимание на расхождения между рассказами об инциденте в июне 2006 года с участием капрала Робертс-Смита и другого спецназовца — сержанта Мэттью Локка, впоследствии погибшего в бою в 2007 году. За действия при обороне наблюдательного пункта патруля, организованного 31 мая 2006 года шестью спецназовцами на перевале Хора, Робертс-Смит и Локк были награждены медалями «За храбрость», однако в их представлении к наградам были указаны не все подробности произошедшего там сражения. Так, 2 июня в 76 метрах от себя спецназовцы заметили одного афганского подростка, который прошёл мимо них в одну сторону, откуда уже с сумкой пошёл обратно. Согласно Мастерсу, афганец был безоружен и не имел нагрудника, в связи с чем другие спецназовцы решили, что убивать его не нужно, чтобы не выдать себя. Однако Робертс-Смит и Локк по собственной инициативе последовали за афганцем и застрелили его из оружия с глушителями, так как тот, согласно отчёту патруля, якобы угрожал раскрыть местонахождение укрытия спецназовцев. Тело убитого афганца не обыскивалось. В интервью, данном историку Питеру Педерсену из Австралийского военного мемориала спустя пять лет после инцидента, в 2011 году, Робертс-Смит сказал, что в расположение его патруля вместо одного вторглись уже двое «враждебно настроенных» афганцев. При этом, по словам Робертс-Смита, у одного из застреленных афганцев в нагруднике сработала сигнальная ракетница. В то же самое время он упомянул одного вооружённого талиба в беседе с журналистом Бренданом Николсоном из издания «The Australian», и тот же самый один афганец был указан в отчёте патруля, составленном сразу после инцидента. Когда Мастерс обратил внимание Робертс-Смита на такие расхождения в показаниях, тот обратился в Австралийский военный мемориал с просьбой исправить текст беседы. Робертс-Смит в письме директору мемориала Брендану Нельсону пояснил свою забывчивость тем, что между описываемыми событиями и интервью прошло шесть лет, за которые он отбыл несколько афганских командировок и принял участие в десятках боёв, в связи с чем перепутал между собой подробности нескольких столкновений.
По следам выпуска книги директор Австралийского военного мемориала Нельсон, бывший в прошлом министром обороны Австралии, заявил, что «на войне дела не всегда идут по плану», а «кабинетные юристы […] со своих ханжеских тронов» не должны формировать отношение австралийцев к военным действиям против тех, кто «угрожает нашим свободам и нашим ценностям». В прессе отметили, что Нельсон не прочитал работу Мастерса, при том, что сам является кабинетным чиновником, так как не изучал историю в университете и вовсе не служил в Силах обороны Австралии, а историки призвали лишить его должности в мемориале. Председатель Австралийского военного мемориала Керри Стокс сказал, что война в Афганистане была очень сложной задачей для австралийских военнослужащих и «мы должны гордиться их усилиями в нелёгких обстоятельствах», а спецназовцы «заслуживают нашей благодарности и поддержки за свою храбрость и службу». Сам Робертс-Смит назвал книгу «неавстралийской», «неточной», «сбивающей с толку», выразив своё непонимание по поводу того, почему Мастерс столько внимания уделил этому случаю в Афганистане, и что он таким образом оскверняет память об убитом сержанте Локке и вредит его семье.

Я думаю, что проговорил с Крисом Мастерсом порядка 30 минут. По поводу моей оперативной службы было не так много вопросов. А я ведь отбыл там шесть командировок. Я мог бы рассказать о многих вещах, подчеркнув достижения и усилия других солдат. У меня полно историй о том, что я видел, о лидерстве, за которым я наблюдал, и о самопожертвовании, свидетелем которого я оказался. Поскольку Криса это не интересовало, то и мне неинтересны такие книги. Если ты собираешься написать официальную историю, то так и делай. А то, что получилось, не имеет никакого отношения к официальной истории.
Оригинальный текст (англ.)I think I spoke to Chris Masters for maybe 30 minutes. There wasn't a lot of questions about my operational service. But I spent six tours there. There's a lot of things I could have talked about that would have highlighted the success and the efforts of other people. But I've got so many stories about what I've seen and the leadership I've witnessed and the sacrifice I've witnessed. Because Chris wasn't interested in that, it's not the kind of book I'm interested in. If you're gonna write an official history then it needs to be that. This is not an official history.
— Робертс-Смит о книге Мастерса
Редакционный директор издательства «Allen & Unwin» Ребекка Кайзер, отвечавшая за издание книги Мастерса, парировала тем, что Робертс-Смиту «были показаны все касающиеся его материалы, а ответы его адвоката были учтены в окончательном варианте текста». Мастерсу было разрешено на добровольной основе опросить ряд спецназовцев, тогда как готовую рукопись проверили в Командовании специальных операций и не нашли в ней ничего предосудительного. Сенгельман позже говорил Мастерсу, что его ещё в 2015 году вообще не нужно было допускать к опросам спецназовцев для работы над книгой, так как спецназ уже покрыл себя славой и его действия не нуждаются в огласке, а секретность операций вовсе не подлежит обсуждению. При этом, по оценкам Мастерса, именно Сенгельман как человек, никак не связанный с операциями в Афганистане, бросил свежий взгляд на деятельность спецназа и положил начало конца мифу о его непогрешимой репутации.

Другие говорили мне, что необходимость быть исключительного качества воином на вершине профессионального мастерства в сочетании с умением выискивать, окружать и уничтожать врага является основополагающим качеством, определяющим то, кто мы есть, и нашу культуру в целом. Разумеется, такая точка зрения есть, но позвольте мне сказать прямо: сделать так, чтобы силы специальных операций стали образцом для подражания — это гораздо важнее боевой удали. Если и делать выбор, то военная доблесть всегда будет стоять на втором месте по сравнению с этическим поведением, моральным мировоззрением или целостностью характера.
Оригинальный текст (англ.)Others have expressed to me that the need to be an exceptional warrior at the pinnacle of the tradecraft and adept at finding, fixing and finishing the enemy is the premier and dominant characteristic that should define who we are and our culture. While I agree this has its place, let me be absolutely clear, there is much more to being a role model for [Special Operations Forces] attributes than martial prowess. Given a choice between this and ethical behaviour, moral outlook, or integrity of character, martial prowess will always be secondary.
— командующий Командованием специальных операций генерал-майор Джефф Сенгельман, апрель 2016 года

### Случаи с возможным участием Робертс-Смита
В июле 2017 года в семи частях было выпущено расследование деятельности австралийского спецназа в Афганистане, основанное на секретных документах минобороны, полученных медиакомпанией «Australian Broadcasting Corporation». В одном из описанных случаев, 31 августа 2012 года спецназовцы были переброшены в район Солы, пригорода Таринкота в вилаяте Урузган, для розыска талиба Хекматуллы — убийцы трёх австралийских солдат. Жертвами этой операции австралийцев стали двое афганцев. Один из них, Мулла Джанан Ахунд, был замечен говорящим по радиостанции во время приземления австралийского вертолёта, а затем, по словам спецназовцев, «маневрировал для получения тактического преимущества с целью достижения надёжного укрытия и получения потенциального доступа к тайнику с оружием». Не выполнив приказа остановиться, Ахунд был убит несколькими выстрелами в голову и грудь, причём одним из двух стрелявших в него австралийских спецназовцев, по словам Мастерса, являлся Робертс-Смит. По этому инциденту было проведено дознание, в ходе которого был выявлен «ряд опасений в связи с правилами применения оружия австралийцами по отношению к лицам, непосредственно участвовавшим в боевых действиях». В итоговом же отчете следствия, который не был опубликован с целью обеспечения безопасности австралийского контингента, указывалось, что «операция была надлежащим образом санкционирована и что два афганских гражданина были убиты во время столкновения в рамках правил применения оружия».
В июне 2018 года в издании «The Age» была опубликована информация об ещё одном инциденте с участием Робертс-Смита. 12 апреля 2009 года после авиаудара по укреплению талибов близ Какарака в вилаяте Урузган, австралийские спецназовцы вошли на вражеские позиции, где заметили старика-афганца с протезом ноги. Он был выброшен взрывной волной из окна, в связи с чем получил ранения и не представлял опасности для австралийских солдат. Тем не менее новобранец, фигурировавший в расследовании СМИ под псевдонимом «Леонид» — в честь легендарного спартанского царя, застрелил старика из пулемёта по приказу старших по званию для посвящения в спецназовцы в ходе так называемого ритуала «крещения кровью». В дальнейшем, именно Робертс-Смит был назван убийцей старика в документе, представленном в суд адвокатами СМИ. Как указывалось в прессе, протез ноги «на память» был снят с тела старика, а затем переправлен в казармы спецназа в Перте, где использовался в качестве импровизированного сосуда для питья пива. Протез, называвшийся «Рукой толстой дамы», иногда крепился на деревянный щит под надписью «Das Boot» вместе с Железным крестом, военной наградой нацистской Германии, а также всегда брался спецназовцами в командировки. Брюс Макклинток, адвокат Робертс-Смита, позднее заявлял, что тот «не брал ногу в качестве сувенира», «никогда не пил» из неё, и вообще «считал отвратительным брать на память пусть и искусственную часть тела человека, который был убит в бою». Через несколько лет в СМИ были опубликованы фотографии спецназовцев, пьющих из протеза, однако Робертс-Смита среди них не было. Тем не менее впоследствии в прессу утекли другие фотографии, на которых уже сам Робертс-Смит с улыбкой обнимает и подбадривает солдат, которые пьют из протеза, что прямо противоречит заявлениям его же собственного адвоката.
В июне 2018 года на сайте «Australian Broadcasting Corporation» вышло новое расследование по поводу Робертс-Смита. В поисках Хекматуллы на рассвете 11 сентября 2012 года австралийские спецназовцы высадились с вертолётов в деревне Дарван, в вилаяте Урузган. В тот момент в доме Хаджи Мохаммада Гюля, местного старейшины, собралась вся его большая семья. От одного из местных жителей поступила наводка, что именно в доме Гюля прячут Хекматуллу. Среди заночевавших в доме Гуля был и его племянник — 36-летний Али Джан Факир, который накануне вечером прошлого дня со своими ослами спустился с гор для того, чтоб купить муки. Спецназовцы ворвались в дом, в ходе обыска нашли два ружья, а затем обвинили семью Гуля в сотрудничестве с талибами. По словам афганцев, в ходе последующей перепалки австралийскими солдатами были убиты Хаджи Назар Гуль и Яро Мама Факир, соответственно, брат и зять Гуля. Сами спецназовцы в ходе последующих допросов говорили о том, что убитые были вооружены. Между тем, Али Джан Факир, нагрузивший своих ослов и отправившийся в обратный путь к своей семье, едва завидев завидел вертолёты, повернул назад и укрылся у местного жителя Мана Гуля. Во время обысков у местных жителей австралийцы допросили Факира и затем увели его с собой. По словам афганцев, Факир, закованный в наручники, с большой высоты был сброшен с подпорной стены селения в ров, а затем застрелен. По свидетельствам нескольких спецназовцев, солдат под псевдонимом «Леонид» лично столкнул Факира в обрыв на камни, разбив тому лицо и выбив зубы. Затем «Леонид» вместе с другими спецназовцами принял решение казнить Факира для «прекращения его страданий»; афганца застрелил другой солдат. Как рассказывали жители деревни, тело Факира было найдено под кустом у обрыва с подложенной ему радиостанцией, а австралийские солдаты сообщили командованию, что ими был убит корректировщик талибов. Между тем, информация о нахождении Хекматуллы в Дарване не подтвердилась, а задержанные афганцы были вскоре отпущены. Факир был обычным афганцем, держал коз и овец, а также занимался сбором дров в гор для содержания семьи, изредка выбираясь в деревню для пополнения запасов; у него осталась немощная мать, жена Биби Дорко и их семеро детей, причём последний ребёнок (дочь) родился спустя несколько месяцев после смерти отца. По данным СМИ, основанным на свидетельских показаниях ряда спецназовцев, именно Робертс-Смит столкнул Факира с обрыва.
В дальнейшем, благодаря изданию «The Sydney Morning Herald», стало известно ещё о нескольких инцидентах, в том числе о рукоприкладстве Робертс-Смита по отношению к своей любовнице, а также о запугивании сослуживцев. По свидетельству одного из солдат, в 2010 году Робертс-Смит несколько раз ударил кулаками по лицу и коленями в живот безоружного афганца, который находился под арестом. В другом случае, в 2012 году Робертс-Смит перед строем избил солдата, которого посчитал ответственным за открытие дружественного огня; впоследствии тот прошёл проверку и был признан невиновным, а вышестоящему командованию были поданы жалобы на Робертс-Смита от трёх командиров патрулей спецназа с призывом дать оценку его стилю руководства и обращения с солдатами. После случая с афганским подростком в 2006 году, по словам солдата под псевдонимом «капрал М», Робертс-Смит сказал ему: «Когда мы в следующий раз выйдем на патрулирование и если я не замечу улучшений в твоей боевой подготовке, то лично прострелю тебе затылок». По словам того же капрала в интервью изданию «The Australian», Робертс-Смит оскорбил его личные и профессиональные качества на собрании спецназовцев в 2012 году. В Полку по этим обвинениям состоялось расследование, по итогам которого было отмечено наличие «достаточных доказательств», позволяющих предположить, что Робертс-Смит мог совершить «акт неприемлемого поведения» в отношении упомянутого капрала. Сам Робертс-Смит «категорически» отрицал все выдвинутые против него обвинения, охарактеризовав все публикации в прессе на тему предполагаемых военных преступлений спецназовцев в Австралии как попытку «неприличным образом повлиять на выводы расследования» генерального инспектора Сил обороны Австралии.

### Полицейское следствие
В июне 2018 года Австралийская федеральная полиция инициировала расследование в отношении Робертс-Смита по обвинению его в совершении военных преступлений в Афганистане. Распоряжение о начале следствия было принято главным маршалом авиации Марком Бинскином, на тот момент — начальником Сил обороны. В Афганистан были направлены следователи для сбора свидетельских показаний местных жителей, тогда как в полиции отказались говорить о том, в отношении кого конкретно ведётся следствие. Как указывалось в СМИ, в круг интересов следствия вошли инцидент со стариком в 2009 году, а также убийство афганца в Дарване в 2012 году, причём Робертс-Смит был назван подозреваемым.
Всего через несколько дней после начала расследования бывший комиссар федеральной полиции Мик Килти провёл несколько встреч с Робертс-Смитом, которого до этого момента лично не знал. Килти сообщил Робертс-Смиту о ведущемся в его отношении расследовании, информацию о котором получил от своих коллег в полиции, как бывших, так и действующих. В заявлении для прессы Килти отметил, что в своих действиях руководствовался «заботой» о Робертс-Смите, рассматривая его не иначе «как выдающегося австралийца, который подвергся публичному поношению». Журналисты указали, что Килти скомпрометировал расследование, сообщив о ходе ведения следствия потенциальному подозреваемому в уголовном преступлении. Тем не менее Австралийская комиссия по соблюдению добропорядочности правоприменения по итогам своего собственного расследования «не обнаружила приемлемых доказательств против какого-либо лица, находящегося под юрисдикцией комиссии». Более того, под таковую юрисдикцию комиссии подпадают только те действия, которые были совершены действующими полицейскими при исполнении своих обязанностей — такая модель расследования предполагаемых должностных преступлений была принята правительством Австралии на основании рекомендации консультативной комиссии, членом которой собственно и являлся Килти.
Впоследствии, как указывалось в прессе, отчёт по делу Робертс-Смита с кратким изложением доказательств был направлен на рассмотрение директору государственного обвинения; в полиции отказались от комментариев, тогда как адвокаты Робертс-Смита выступили с опровержением этой информации. В целом, как сообщалось, австралийские солдаты могут быть причастны к более чем 15 незаконным убийствам, предположительно произошедшим во время войны в Афганистане. Робертс-Смит стал единственным из солдат, названным по имени; по подсчётам прессы, он причастен к семи убийствам.

### Расследование генерального инспектора Сил обороны Австралии
В сентябре 2017 года генеральный инспектор Сил обороны Австралии и судья Верховного суда Нового Южного Уэльса генерал-майор резерва Пол Бреретон заявил, что ещё в мае 2016 года было инициировано независимое расследование действий военнослужащих Сил обороны Австралии в период 2005—2016 годов в Афганистане. Бреретон призвал солдат и ветеранов сообщить инспекции всю имеющуюся у них информацию для подтверждения или опровержения «слухов» о нарушении австралийскими военнослужащими законов войны. В СМИ было отмечено, что в круг интересов следствия вошёл целый ряд убийств афганцев австралийскими солдатами с подкладыванием им оружия, причём в ряде случаев убитые были подростками. По регламенту расследования генерального инспектора Сил обороны Австралии, людям, которые могут стать объектами неблагоприятных выводов готовящегося отчёта, должно быть выдано уведомление о том, что они являются «потенциально затронутыми лицами». Адвокаты Робертс-Смита отказывались как-либо реагировать на запросы СМИ документов о расследовании Бреретона, так как любой ответ оказывался «способен выявить факт того, было ли уведомление направлено или нет», что могло укрепить позицию защиты прессы. Тем не менее суд для удовлетворения общественных интересов обязал Робертс-Смита выдать СМИ все документы расследования в отношении него, в числе которых могло быть и соответствующее уведомление, которое может сыграть большую роль в построении стратегии защиты.
Директор Австралийского военного мемориала Нельсон потребовал завершить расследование настолько «быстро, насколько это возможно», объяснив это защитой семей погибших солдат, тогда как Робертс-Смит сказал: «Я не думаю, что эти солдаты не должны страдать из-за чьих-то нелепых мыслей о том, что расследование должно строиться на слухах. Вы слышали когда-нибудь о судебном процессе, основанном на слухах? Это просто посмешище. Мы должны заботиться о наших солдатах, а не преследовать их». Впоследствии Робертс-Смит заявлял, что «не критиковал генерального инспектора» и выказал «безоговорочную поддержку его расследованию»; это полностью противоречит его собственным словам о том, что проблемы кроются в руководстве минобороны, которое требуется сменить, так как оно «подвело нас». Адвокат Марк О’Брайен, возглавлявший защиту Робертс-Смита, пытался противодействовать расследованию. В июне 2018 года он сообщил суду, что некий работающий на следствие юрист слил конфиденциальную информацию о расследовании против Робертс-Смита его знакомому — Марку Дэвиду, врачу из Квинсленда. Как указал О’Брайен, комментарии этого юриста «носят клеветнический характер», «демонстрируют предвзятость по отношению к нашему клиенту», а также «вызывают серьёзную озабоченность по поводу честности расследования». В управлении генерального инспектора было проведено отдельное следствие по этому поводу, опрошены все указанные лица, в том числе и Дэвид, который показал, что никогда не общался ни с одним из юристов, работающих на расследование. Более того, следствие пришло к выводу, что ни один из участников расследования не делал по его поводу никаких заявлений, следовательно, О’Брайен сознательно солгал суду
Несмотря на критику, в июне 2018 года в министерстве обороны поручили бывшему генеральному директору разведки Дэвиду Ирвайну провести отдельное расследование деятельности спецназа, ставшее третьим за два года. В своём отчёте, выпущенном в августе того же года, он показал, что к 2015 году командование находилось на грани краха из-за проблем, вызванных искажённой служебной культурой, превратившейся в смесь «высокомерия, элитарности и чувства собственного превосходства» в сочетании с игнорированием непрофессионального поведения, злоупотреблением секретностью и извращением служебных отношений среди личного состава, что привело к погоне за оперативными результатами и их достижении любой ценой. Однако, как указывал Ирвайн, предпринятые после этого реформы, включавшие в себя введение новой программы обучения для восстановления этических норм, а также назначение специального советника по надзору за подотчётностью спецназа, привели к «успешной перезагрузке системы управления Командованием». Тем временем Бреретон собрал небольшую команду военных юристов во главе с адвокатом Мэттом Веспером, которая сосредоточилась на создании личных доверительных отношений с информаторами следствия в самом спецназе, а также в обстановке полной секретности лично ездил по следам событий в Афганистан. В отличие от многочисленных комментаторов, восхвалявших действия спецназа в Афганистане, Бреретон молчал, не выступал ни с какими заявлениями, спокойно и тщательно делая своё дело.
В августе 2020 года на пост командующего Командованием специальных операций был назначен генерал-майор Пол Кенни, ранее служивший в коммандос и не имевший никакого отношения к спецназу — в прессе расценили такое назначение как первый шаг в реформировании этого подразделения в преддверии публикации отчёта. В связи с этим министр обороны Линда Рейнольдс заявляла, что всей нации следует подготовиться к неприятному чтению, от которого австралийцы могут почувствовать себя неловко за свою страну и армию. В ноябре, за неделю до обнародования отчёта, премьер-министр Скотт Моррисон заявил об учреждении управления специального следователя для расследования утверждений о военных преступлениях Австралии в Афганистане, которые в случае подтверждения обвинений должны быть направлены в суд. Как указывалось, управление создаётся для разгрузки деятельности полиции и будет образовано на базе министерства внутренних дел, которое не будет участвовать в принятии решений о предъявлении обвинений; сам Робертс-Смит заявил, что приветствует заявление Моррисона, в котором «впервые чётко разъясняется, что в обязанности генерального инспектора Сил обороны Австралии не входило делать какие-либо выводы относительно слухов, касающихся солдат специальных сил». Между тем ещё в марте 2020 года во время выступления на совещании в штаб-квартире спецназа в Перте командующий Командованием специальных операций генерал-майор Адам Финдли заявил, что Бреретон проделал большую работу, доказав совершение военных преступлений рядом спецназовцев и что они покрыли позором весь Полк, на восстановление репутации которого потребуется не менее десяти лет. Ранее, бывший премьер-министр Тони Эбботт, памятный репликой «дерьмо случается» по отношению к гибели австралийского капрала в Афганистане, призвал не торопиться «судить солдат, действующих в пылу боя в тумане войны, по тем же стандартам, по которым мы судим гражданских лиц».
19 ноября 2020 года начальник Сил обороны Австралии генерал Кэмпбелл на пресс-конференции в Канберре сообщил о публикации отчёта Бреретона. По итогам четырёхлетнего расследования, в ходе которого следователи провели 510 опросов 423 свидетелей, а также просмотрели более 20 тысяч документов и более 25 тысяч фотографий, были обнаружены доказательства в отношении 23 инцидентов с убийствами 39 афганцев, к чему в той или иной степени оказались причастны 19 бывших и действующих военнослужащих Сил обороны Австралии. В отчёте было рекомендовано передать 36 дел в федеральную полицию для возбуждения уголовного расследования. Ни одно из убийств «не было описано как совершённое в пылу битвы», а в целом ряде случаев к трупам афганцев подкладывали оружие и радиоприёмники, чтобы выдать их за «врагов, убитых в бою». Имена, места произошедших событий, целые абзацы, а иногда и страницы целиком были скрыты военной цензурой в 531-страничном отчёте по соображениям «безопасности, конфиденциальности и по юридическим причинам». Один из инцидентов, произошедший в 2012 году и информация о котором была полностью изъята из опубликованной версии отчёта, был назван «самым позорным эпизодом в военной истории Австралии». Согласно Бреретону, командиры спецназа лично участвовали в издевательствах над подчинёнными и в казнях афганцев, заставляли своих младших по рангу сослуживцев делать то же самое, и при этом впоследствии награждались за службу. Однако, было отмечено, что подавляющее большинство спецназовцев не совершало никаких военных преступлений во время неоднократных командировок в Афганистан. Также Бреретон снял ответственность с правительства какого-либо состава за деятельность австралийских военнослужащих, так как руководство Сил обороны Австралии не информировало политическую часть кабинета о таких инцидентах вообще. В отчёте было рекомендовано выплатить компенсации семьям пострадавших афганцев, отозвать у 66-х целевых сил похвальную благодарность подразделению, пересмотреть решения о награждении спецназовцев за период 2008—2012 годов, а также вовсе расформировать 2-ю эскадрилью Полка специальной воздушной службы, за службу в которой Робертс-Смит получил крест Виктории.

Я не буду говорить о конкретных лицах. Я конечно понимаю, что эти люди имеют право высказываться на свой счёт, но с точки зрения последовательной позиции в отношении инцидентов и отдельных лиц, так и с точки зрения целостности процессов, свидетелями которых мы скоро станем, но то, что я высказал — это есть позиция Сил обороны. Не будет никакой информации об инцидентах, никаких имен, ничего, что могло бы каким-либо образом подорвать или дискредитировать любые процессы или, в конечном итоге, все судебные разбирательства.
Оригинальный текст (англ.)I’m not going to speak to any individuals. And I realise that individuals have the right to speak for themselves, but as a point of consistency both in terms of incidents and individuals and in the integrity of processes that unfold into the future, that’s going to be the position that Defence takes. No incidents, no names, nothing that in any way might undermine or discredit any process or ultimately any court proceeding.
— начальник Сил обороны Австралии генерал Ангус Кэмпбелл
Реакция на отчёт не заставила себя долго ждать. Робертс-Смит сам назвал себя фигурантом отчёта, хотя там не содержалось его имени в связи с описываемыми инцидентами. В прессе отмечали, что он может быть лишён креста Виктории и ряда других наград. Премьер-министр Моррисон отказался от комментариев, объяснив это тем, что для принятия таких решений нужны соответствующие решения органов правосудия и специального следователя; ранее он осуждал ответственных за утечки документов из минобороны, а также выражал своё уважение Робертс-Смиту в целом за его службу Австралии. В беседе с президентом Афганистана Ашрафом Гани по телефону Моррисон выразил «глубочайшее сожаление» поведением австралийских солдат, извинения своему афганскому коллеге принесла и министр иностранных дел Мэрис Пэйн. Министр обороны Рейнольдс сообщила, что ей стало «физически плохо» от чтения отчёта, отметив невозможность того, чтобы результаты расследования «бросили тень на подавляющее большинство» австралийских солдат, с честью служивших в Афганистане. Министр обороны по кадрам и по делам ветеранов Даррен Честер также сказал, что результаты отчёта «вызывают глубокую озабоченность», но «мы не должны допустить, чтобы предполагаемые действия относительно небольшого числа людей запятнали репутацию как тех тысяч, которые и ныне находятся на службе, так и сообщества ветеранов в целом». В изданиях, первыми выступивших со статьями на тему военных преступлений в Афганистане, было отмечено, что именно благодаря их работе «слухи и предположения» вылились в официальное расследование. Кромпвутс, первой проведшая расследование таких инцидентов, сообщила, что всё описанное в отчёте полностью доказано и может быть квалифицировано только как «преднамеренно, неоднократно и целенаправленно совершённые военные преступления». Возможность того, что ответственных за военные преступления осудят и посадят в тюрьму, в СМИ была оценена скептически.

### Судебный процесс: Робертс-Смит против СМИ
В августе-сентябре 2018 года Робертс-Смит подал пять исков в Федеральный суд Австралии по обвинению в диффамации против нескольких новостных агентств и ряда журналистов:
- 10 августа 2018 года — иск против компании Fairfax Media[англ.][194]. 6 декабря 2018 года был отклонён по причине дублирования другого иска, поступившего в суд в рамках «неудачной» кампании Робертс-Смита по достижению вынесения судебного запрета в отношении СМИ[195].
- 15 августа 2018 года — иски против «Fairfax Media[англ.]»[196], «The Age Company»[197], а также «The Federal Capital Press of Australia»[198]. Ответчиками были названы журналисты Ник Маккензи, Крис Мастерс и Дэвид Роу[199], а дела объединены в одно производство[94].
- 27 сентября 2018 года — иск против журналиста Джонатана Перлмана[200]. 9 апреля 2020 года производство по нему было закрыто, так как Перлман уже является ответчиком по другому иску, дублирующему этот процесс[201].

Информация о всех делах «с учётом общественных интересов» была размещена в открытом доступе на сайте суда. Защитой было заявлено, что опубликованные статьи опорочили репутацию Робертс-Смита, представив его как домашнего насильника и военного преступника, нарушителя моральных и юридических правил ведения боевых действий; Робертс-Смит потребовал удалить из интернета все указанные публикации, а также запретить использовать содержащиеся в них утверждения в других статьях. Во время одного из предварительных слушаний судьёй было отмечено, что Робертс-Смит «был опрошен представителями Федеральной полиции в рамках их расследования» и ему «не было предъявлено никаких обвинений». Тем не менее адвокатами СМИ на основании полученных документов полиции было заявлено о том, что Робертс-Смит считается подозреваемым в совершении военных преступлений, а именно в жестоком обращении и убийстве. Журналисты этих изданий отметили, что любые сообщения о военных преступлениях нуждаются в расследовании, а обладание крестом Виктории не должно освобождать от ответственности; такую же точку зрения высказал ряд действующих и бывших спецназовцев, тогда как читатели газеты «The Sydney Morning Herald» в письмах в редакцию отметили, что часть ответственности лежит и на тех, кто отправил солдат в Афганистан. Процесс рассмотрения оставшегося дела по существу должен был начаться 7 июня 2020 года. Однако, слушания были отменены из-за пандемии коронавируса, так как меры социального дистанцирования не позволили провести очные заседания с участием большого количества людей, а использование связи по интернету оказалось невозможным по соображениям национальной безопасности в связи с секретностью сведений, которые могут быть раскрыты в суде. В результате судебный процесс был отложен на год и должен начаться 7 июня 2021 года.
По данным адвокатов, во время судебного процесса спрос на публичные выступления Робертс-Смита упал до нуля, а в адрес членов его семьи стали поступать угрозы. Адвокаты также заявляли, что Робертс-Смит «постоянно распинается» в прессе, что сказывается на его психическом здоровье. При этом сам Робертс-Смит называл тех, кто на него жалуется, «трусами, скрывающимися в тени»; адвокаты же занимались рассылкой в суд и СМИ писем с обвинениями в адрес его бывших сослуживцев — от контрабанды оружия до сговора с целью очернения репутации. В целях дискредитации журналистов-расследователей Робертс-Смит нанял бывшего журналиста Росса Култхарта, работающего в пиар-компании «Cato & Clegg» — тот лоббировал выпуск положительных статей о своём клиенте в сочувствующим ему изданиях. В декабре 2020 года инвестиционная компания Стокса «Australian Capital Equity» предоставила Робертс-Смиту на судебные расходы кредитную линию в размере 1,2 миллиона долларов. Деньги он получил под залог своих наград, в том числе и креста Виктории, которые Стокс при невыплате ссуды пообещал передать в дар Австралийскому военному мемориалу. Представители Стокса отметили, что он из средств фонда «SAS Resources Fund» также окажет помощь спецназовцам — фигурантам расследования Бреретона, обвинённым в совершении военных преступлений. Бывший директор Австралийского мемориала Брендон Келсон назвал «совершенно неуместными» такие действия Стокса, председателя мемориала. Кроме того, в совете директоров мемориала состоит бывший командир Полка специальной воздушной службы Джеймс Макмэхон, который также является главным операционным директором компании «Australian Capital Equity» и по должности ответственен за выплату кредита Робертс-Смиту. Действующий директор Мэтт Андерсон выступил в поддержку Стокса, отметив, что он уже давно помогает ветеранскому сообществу. Бывший начальник Сил обороны Австралии адмирал Крис Барри, при котором австралийские войска вошли в Афганистан, вовсе предложил очистить совет мемориала от лиц, имеющих связи со спецназовцами-преступниками, а также снять с публичного обозрения все экспонаты, связанные с Полком специальной воздушной службы. Как отмечалось в СМИ, последствия этого судебного процесса, начатого самим Робертс-Смитом, могут иметь самые печальные последствия для него и его репутации. Само же рассмотрение этого дела может стать «процессом века».
В апреле 2021 года Робертс-Смит ушёл с должности генерального менеджера «Seven Brisbane» и «Seven Queensland» с целью сосредоточиться на судебном процессе, пообещав вернуться к исполнению обязанностей после завершения разбирательств. В том же месяце стало известно о том, что он пригрозил иском по обвинению в клевете своей бывшей жене. Вскоре, 1 июня в Федеральный суд Австралии поступил иск от Робертс-Смита в адрес Эммы Робертс, в котором он обвинил её в доступе к учётной записи своей электронной почты, использовавшейся для конфиденциальной переписки с адвокатами. При этом, свидетелем обвинения по делу со стороны Робертс-Смита оказалась адвокат Моника Аллен, в связи с которой он был ранее замечен. Процесс по основному делу возобновился 7 июня с выступления Брюса Макклинтока, адвоката Робертс-Смита и специалиста по делам о диффамации, вступившего в дело, несмотря на свои прошлые заявления о желании уйти на пенсию. В суде Макклинток заявил, что эти «ложные» обвинения «разрушили репутацию» его подзащитного, подорвав психическое здоровье Робертс-Смита, вдобавок к потере дохода от публичных выступлений, оценённого по состоянию на конец прошлого года в сумму в размере 475 тысяч долларов. Известно, что Робертс-Смит получал никаких пожертвований на протяжении последних 12 месяцев, а проме того у него развилась тяжёлая бессоница и тревожность. 10 июня Робертс-Смит впервые выступил в суде, заплакав под конец своей речи от «опустошения» теми «основанными на слухах и инсинуациях» обвинениями в свой адрес, в адрес человека, всю жизнь сражавшегося за свою страну.
Последующие показания, данные Робертс-Смитом во время трёхнедельных перекрёстных допросов в суде, привлекли большое внимание прессы. Он отмечал, что не бил свою любовницу, а также говорил, что завёл роман уже расставшись с женой. При этом, как указал адвокат СМИ Николас Оуэнса, Робертс-Смит угрожал своей бывшей жене тем, что она «потеряет детей», если не солжёт о его романе. Также, по словам Оуэнса, Робертс-Смитс фотографировал свою любовницу голой когда она спала, а после их расставания нанял частного детектива для слежки за женщиной до клиники аборта, в которую она ходила после случившегося выкидыша. На слушаниях Робертс-Смит защищал своего товарища по поводу убийства афганца в 2012 году в Дарване, заявляя, что сам он никого с обрыва не сталкивал, однако признал свою «ошибку» в показаниях об инциденте 2009 года, повторив, что более 300 миссий за шесть лет иногда для него «сливаются в одну», однако резко отрицал возможную фальсификацию отчёта с убийством афганца в инциденте 2006 года. При этом Робертс-Смит признал, что подбадривал своих товарищей, когда они пили из протеза убитого афганца, не отрицая того, что мог попасть на запечатлевшие это фотографии, а также сказал, что вместе с другими членами эскадрильи получил стеклянную реплику искусственной ноги с гравировкой. Ещё до начала слушаний стало известно, что Робертс-Смит закопал у себя на дворе детскую коробку для завтраков с несколькими USB-флеш-накопителями, на которых содержались компроментирующие фотографии, а также стёр содержимое жёсткого диска своего ноутбука после того, как адвокаты СМИ запросили у него ряд документов по делу. В показаниях суду он признался в том, что ещё в 2018 году облил бензином и сжёг жёсткий диск, причём также поступал и ранее. После того как адвокаты СМИ сообщили суду о привлечении в качестве свидетелей 21 бывшего и ныне действующего военнослужащего, Робертс-Смит отметил, что разговаривал с некоторыми солдатами, которых назвал «ключевыми движущими силами негативной кампании», по предоплаченным телефонам чтобы нельзя было отследить разговор, а также пытался получить домашние адреса шести из них с целью выяснить, кто именно сообщает информацию о деле журналистам.
По причине введения карантина в Сиднее из-за распространения коронавируса и невозможности юристов прибыть на заседание из других городов, 29 июня судья объявил о перерыве в слушаниях на месяц. Тем не менее, адвокаты обеих сторон попросили судью возобновить процесс с целью как можно скорейшего заслушивания показаний, а именно — четырёх свидетелей-афганцев со стороны ответчиков, находящихся на конспиративной квартире в Кабуле, в связи с угрозой их жизни из-за наступления талибов в Афганистане, а также ряда бывших и действующих военнослужащих со стороны обвинения по причине ухудшения их психического состояния. После этого судья назначил заседание на 26 июля, но только с целью дачи показаний четырьмя афганцами посредством видеосвязи.

## Личная жизнь
Жена — Эмма Робертс-Смит (урожд. Грум), родом из Ипсуича, штат Квинсленд. Из военной семьи, но давала себе обещание никогда не встречаться с солдатом. Тем не менее в 1998 году познакомилась с Робертс-Смитом на балу в честь дня Капхёнской битвы в казармах Гослуорси в Сиднее. В 2003 году во время круиза по Таиланду Бен сделал Эмме предложение — они поженились в том же году на церемонии в университете Западной Австралии в Перте. После пяти лет попыток забеременеть с помощью экстракорпорального оплодотворения, в 2010 году Эмма в возрасте 35 лет родила двух дочерей-близнецов — Ив и Элизабет. В 2013 году Робертс-Смит получил премию «Австралийский отец года». В 2014 году из Перта, где проживал в штаб-квартире Полка Особой воздушной службы, Робертс-Смит вместе с семьёй переехал в Брисбен. В 2015 году в престижном районе Саншайн-Кост Бен и Эмма за 1,45 миллиона долларов купили двухэтажный особняк с четырьмя спальнями, четырьмя ванными комнатами, большим двором с баром, бассейном, а также отдельным домиком у бассейна.
Любые солдаты — идолы. Капрал Бенджамин Робертс-Смит как обладатель медали «За храбрость» и креста Виктории — идол вдвойне.
Робертс-Смит имеет у себя на теле несколько татуировок, а также поддерживает себя в хорошей физической форме путём тренировок в спортзале. В 2012 году мускулистое тело Робертс-Смита стало предметом обсуждения телеведущих Юми Стайнс и Джорджа Негуса в передаче «The Circle» на канале «Ten», сразу после его интервью для программы «Sunday Night». Стайнс прокомментировала фотографию Робертс-Смита, стоящего по пояс обнажённым в бассейне: «Посмотрите на это тело! Он собирается нырнуть на дно бассейна, чтобы посмотреть, там ли его мозг». Негус саркастически спросил: «Я уверен, что он действительно хороший парень. Ничего не хочу сказать о бедном старом Бене, но парни вроде него… а что, если у них не стоит в постели?». Это вызвало вопрос у другого участника разговора: «Вы имеете в виду, Джордж Негус, что у него может быть никудышный стручок?». Автор последней реплики остался неизвестным, но его слова вызвали смех в студии; возмущённые телезрители засыпали канал жалобами, посчитав такие комментарии оскорблением кавалера креста Виктории, после чего Негус и Юми извинились в прямом эфире и в личном разговоре с Робертс-Смитом, который принял их извинения. Несмотря на это, целый ряд компаний-спонсоров прекратили своё сотрудничество с телеканалом, а в адрес ведущих на протяжении некоторого времени продолжали поступать угрозы.
В 2014 году художник Майкл Заврос написал два портрета Робертс-Смита, которые затем были размещены в коллекции Австралийского военного мемориала. В 2015 году Робертс-Смит принял участие в записи песни «Lest We Forget», выпущенной в альбоме «Spirit of the Anzacs» певца Ли Кернагана. В том же году «Почта Австралии» выпустила пять почтовых марок в серии «Австралийские легенды», посвящённые пяти австралийским кавалерам креста Виктории, в числе которых — собственно сам Робертс-Смит, а также Кит Пэйн, Марк Дональдсон, Дэниел Кейгран, Кэмерон Бэрд (посмертно).
В 2017—2018 годах Робертс-Смит имел интимные отношения с замужней женщиной, личность которой не была раскрыта общественности. Как выяснилось во время суда с прессой, женщина под псевдонимом «Персона 17» показала под присягой, что Робертс-Смит ударил её кулаком в лицо после приёма в здании парламента. 28 марта 2018 года Робертс-Смит присутствовал на обеде по поводу вручения премьер-министром Малкольмом Тёрнбуллом наград за деятельность в среде ветеранского движения и пришёл с женщиной, которую представил собравшимся как юриста и клиента компании «Seven West Media». Некоторые высокопоставленные присутствовавшие на обеде уже знали в тот момент о расследовании, ведущемся в отношении Робертс-Смита. С приёма пара вернулась в отель «Realm», где по заявлению женщины, и произошло насилие. Робертс-Смит посоветовал любовнице соврать мужу о падении с лестницы, что она и сделала, одновременно сфотографировав синяки на лице и обратившись в полицию, однако не стала подавать официальное заявление из опасений за свою собственную безопасность и с целью защиты своих детей. Сам Робертс-Смит отрицал применение «физического насилия в отношении какой-либо женщины в какое бы то ни было время», отметив, что не допрашивался полицией. Тем не менее премьер-министр Тёрнбулл подтвердил поступление жалоб в полицию на Робертс-Смита, в принципе осудив проявления любого неуважения к женщинам, с которого и начинается насилие. Робертс-Смит вместе с женой неоднократно заявляли, что расстались на время его связи с другой женщиной и что эти отношения не были романом. Однако, по данным СМИ, Робертс-Смит попросил жену солгать о природе его отношений на стороне; ранее, в своих письменных показаниях Эмма называла связь своего мужа романом, однако эти документы были отредактированы адвокатами Робертс-Смита.
В августе 2020 года в СМИ появились фотографии Робертс-Смита в компании Моники Аллен, своего же собственного адвоката и сотрудницы юридической фирмы Марка О’Брайена. Аллен и Робертс-Смит были замечены на выходе из его новых апартаментов в Брисбене, а затем во время катания на самокатах и прогулки по городу, причём они держались за руки. Такие романтические отношения между защитником и подзащитным были охарактеризованы как недопустимые среди австралийских юристов, а сам О’Брайен отметил, что со стороны Аллен «было неразумно» проводить время в обществе Робертс-Смита. В прессе же предположили, что он, по всей очевидности, расстался со своей женой. В том же году, всего через несколько дней после публикации отчёта Бреретона, дом Робертс-Смитов в Саншайн-Косте был выставлен на продажу. Не упомянув о своём расставании, Бен и Эмма через своего агента по недвижимости сделали заявление о том, что «к сожалению, в связи с переменами в наших занятиях, образе жизни и школе, в которой учатся наши дети, нам настало время продать [дом] и вернуться в Брисбен». В итоге, за особняк было выручено более 2 миллионов долларов. В январе 2021 года Робертс-Смит был замечен на публике с новой девушкой — 28-летней Сарой Матулин, бывшей сотрудницей «Seven Queensland», с которой он начал встречаться ещё в 2020 году.

## Награды
Робертс-Смит был удостоен следующих наград: Крест Виктории для Австралии, медаль «За храбрость», благодарность «За выдающиеся заслуги», медаль активной службы Австралии с пряжками «ВОСТОЧНЫЙ ТИМОР», «ICAT», «ИРАК 2003», медаль Международных сил Восточного Тимора, Афганская медаль, Иракская медаль, медаль австралийской службы, медаль Бриллиантового юбилея королевы Елизаветы II, медаль «За выслугу лет в обороне» за 15 лет службы, медаль австралийской обороны, медаль ООН — UNAMET, медаль НАТО — ISAF, благодарность подразделению «За храбрость» со звездой Содружества в составе 637-х целевых сил, похвальная благодарность подразделению со звездой Содружества в составе 66-х целевых сил, значок боевой пехоты, значок вернувшегося с активной службы. В 2011 году он передал все свои награды в экспозицию Австралийского военного мемориала в Канберре, в открытии которого после реконструкции ранее участвовал. В зале Доблести выставлены в том числе его Крест Виктории и медаль «За храбрость», а также боевой шлем, который был на Робертс-Смите 11 июня 2010 года.

## Комментарии
1. ↑  См. значение словосочетания «dud root» в словаре «Urban Dictionary»[265].

## Дополнительное чтение
- «Крещение кровью». Австралийских военных обвинили в убийствах афганцев для посвящения в спецназ. BBC Russian (19 ноября 2020). Дата обращения: 6 января 2021.
- Ольга Корелина. В Австралии участились самоубийства военных. За три недели покончили с собой девять человек. Возможно, это связано с выходом отчета о военных преступлениях в Афганистане. Meduza (24 ноября 2020). Дата обращения: 6 января 2021.
- Наталья Глухова. Сиднейский синдром. Спецназ Австралии ритуально казнил пленных в Афганистане. Доклад об этом вызвал волну самоубийств военных в стране. Новая газета (26 ноября 2020). Дата обращения: 6 января 2021.
- Рустем Клупов. Вопросы военной морали. Почему австралийский спецназ вел себя так бесчеловечно в Афганистане? Объясняет ветеран военной разведки. Новая газета (27 ноября 2020). Дата обращения: 6 января 2021.
- Валерий Ширяев. Кровавый австралийский обряд в Афганистане. Должны ли мы видеть в каждом прошедшем военные действия спецназовце человека, склонного к убийству безоружного? Новая газета (30 ноября 2020). Дата обращения: 6 января 2021.